# Charles Henry Ross
Charles Henry Ross (Londra, 1835 – 1897) è stato uno scrittore inglese, considerato uno dei padri del fumetto perché autore e sceneggiatore del fumetto Ally Sloper che era rappresentato graficamente dalla moglie  Emilie de Tessier.